# Етимологічний словник запозичених суфіксів і суфіксоїдів
«Етимологі́чний словни́к запози́чених су́фіксів і суфіксо́їдів в украї́нській мо́ві» — словник, що висвітлює походження й генетичні зв'язки запозичених суфіксів і суфіксоїдів, уживаних у загальномовній лексиці та фаховій термінології сучасної української мови.

## Історія створення
Фундаментальний «Етимологічний словник української мови» в 7-ми томах (1982—2012) подає походження слів, а також префіксів. Суфікси до його реєстру не потрапили, бо на початок укладання словника (1964 р.) у слов'янській етимологічній лексикографії не існувало традиції розглядати морфемні одиниці. Бракувало й досліджень, на які можна було б спертися, готуючи відповідні статті.
Тим часом у повсякденній практиці науковців, особливо мовознавців і термінологів, а також пересічних мовців, які цікавляться етимологією, нерідко виникає потреба з'ясувати першозначення та історію запозичених суфіксів і суфіксоїдів. Досі отримати відповідну інформацію українському читачеві було практично ні́звідки.
«Розвиток української (як і загалом слов'янської) лексикографії від морфемних до словотвірних і тлумачних словників афіксальних морфем упритул наблизив мовознавців до усвідомлення необхідності створення „Етимологічного словника суфіксів української мови“, який би разом з традиційним етимологічним словником лексем завершив систему порівняльно-історичного аналізу значеннєвих морфем української мови: коренів, префіксів і суфіксів».
Перший у світовій лексикографії спеціальний етимологічний словник суфіксів укладено в Інституті мовознавства ім. О. О. Потебні НАН України й опубліковано 2014 р. у видавництві «Академперіодика».

## Реєстр
Словник майже вичерпно охоплює інвентар суфіксальних запозичень – власне суфіксів, що входять до складу слів з основного фонду (-ар, -ик, -ист, -изм, -ор, -ул-), та суфіксоїдів, зокрема тих, що побутують у термінології й номенклатурі (-біоз, -ген, -кард-, -лог, -навт, -пітек, -фоб). До реєстру потрапили також деякі післякореневі уніфікси, цікаві з етимологічного погляду (як-от у словах вакханалія, герильяси, експертиза, поштамт, пропаганда, сеньйорита, тріада), і післякореневі субморфи, які походять із запозичених суфіксів.

## Будова статті
Словникова стаття складається з таких елементів: 1) заголовна реєстрова одиниця; 2) відомості про її продуктивність і частиномовну віднесеність; 3) тлумачення, стильові ремарки, приклади вживання; 4) відповідники з інших слов'янських мов; 5) відомості про шляхи та джерело запозичання; 6) етимон і паралелі до нього в інших індоєвропейських мовах; 7) реконструйована індоєвропейська праформа; 8) слова української мови, пов'язані з етимоном; 9) бібліографія; 10) відсилкові позначки. Ці складники «дають змогу систематизувати істотні в етимологічному плані зв'язки реєстрової одиниці та подати відповідну інформацію в стислому, зручному для користувача вигляді».

## Призначення
Словник адресовано мовознавцям різного профілю — фахівцям з етимології, словотвору, морфеміки, міжмовних контактів, історії української мови. Він стане в пригоді термінознавцям для розбудови, унормування та вдосконалення української термінології, а також тим, хто утворює нові терміни чи хоче перевірити їхню правомірність. За Словником можна уточнювати не лише етимологію, а й значення, правопис, наголошування та варіанти реєстрових одиниць. Видання буде корисним і для навчальних цілей.

## У мережі
- Словник на сайті Інституту мовознавства ім. О. О. Потебні
- Словник в е-бібліотеці «Україніка» [Архівовано 20 грудня 2021 у Wayback Machine.]